# Hoa Kỳ rút khỏi Tổ chức Y tế Thế giới
Hoa Kỳ rút khỏi Tổ chức Y tế Thế giới là một sắc lệnh hành pháp được Tổng thống Hoa Kỳ Donald Trump ký vào ngày 20 tháng 1 năm 2025, ngày đầu tiên của nhiệm kỳ tổng thống thứ hai của ông. Sắc lệnh này chỉ đạo việc rút Hoa Kỳ khỏi Tổ chức Y tế Thế giới.
Sắc lệnh hành pháp này đánh dấu lần thứ hai mà Hoa Kỳ ra lệnh rút khỏi Tổ chức Y tế Thế giới.

## Bối cảnh
Trong năm cuối cùng của nhiệm kỳ tổng thống đầu tiên và trong giai đoạn của đại dịch COVID-19, chính quyền Trump đã bắt đầu quá trình rút khỏi Tổ chức Y tế Thế giới vào tháng 7 năm 2020. Vào thời điểm đó, Donald Trump đã chỉ trích cách mà Tổ chức Y tế Thế giới xử lý đại dịch COVID-19, tin rằng virus có nguồn gốc từ một phòng thí nghiệm ở Vũ Hán, Trung Quốc. Tuy nhiên, vào tháng 1 năm 2021, tổng thống lúc bấy giờ Joe Biden đã đảo ngược quyết định này.

## Nội dung
Sắc lệnh hành pháp thừa nhận, WHO đã xử lý kém hiệu quả đối với đại dịch COVID-19, không áp dụng các cải cách và bị ảnh hưởng bởi sự can thiệp chính trị của các quốc gia thành viên vào năm 2020. Sắc lệnh sau đó chỉ đạo Ngoại trưởng thông báo cho Tổng thư ký Liên Hợp Quốc và lãnh đạo của WHO về việc rút lui. Đồng thời, cũng yêu cầu tạm dừng quá trình chuyển giao quỹ, hỗ trợ và tài nguyên trong tương lai cho Hoa Kỳ; triệu hồi nhân viên chính phủ Hoa Kỳ đang làm việc với WHO; và xác định các đối tác Hoa Kỳ và quốc tế như những địa điểm thay thế cho các hoạt động hiện đang được WHO thực hiện.
Sắc lệnh cũng chỉ đạo giám đốc Văn phòng Chính sách Ứng phó và Phản ứng Đại dịch của Nhà Trắng xem xét và thay thế Chiến lược An ninh Y tế Toàn cầu Hoa Kỳ năm 2024. Thêm vào đó, Ngoại trưởng được chỉ đạo ngừng các cuộc đàm phán về Thỏa thuận Đại dịch của WHO.